# D-na Miniver
D-na Miniver (engleză: Mrs. Miniver) este un film american din 1942 regizat de William Wyler. În rolurile principale joacă actorii Greer Garson și Walter Pidgeon. Bazat pe romanul omonim din 1940 de Jan Struther, filmul prezintă o gospodină modestă din Anglia rurală în timpul celui de-al doilea război mondial, care se confruntă un pilot german care a fost parașutat în satul ei idilic în timp ce soțul ei participă la evacuarea Dunkerque. Produs și distribuit de MGM, filmul beneficiază de o importantă distribuție: Teresa Wright, Dame May Whitty, Reginald Owen, Henry Travers, Richard Ney și Henry Wilcoxon.
A câștigat Premiul Oscar pentru cel mai bun film.

## Distribuție
| - Greer Garson este Mrs. Kay Miniver - Walter Pidgeon este Clem Miniver - Teresa Wright este Carol Beldon - Dame May Whitty este Lady Beldon - Reginald Owen este Foley - Henry Travers este James Ballard - Richard Ney este Vin Miniver - Henry Wilcoxon este Vicar | - Christopher Severn este Toby Miniver - Brenda Forbes este Gladys, menajeră - Clare Sandars este Judy Miniver - Marie De Becker este Ada, bucătareasa - Helmut Dantine este pilotul german - John Abbott este Fred - Connie Leon este Simpson - David Clyde este Carruthers |

Note:
- Curând după ce a jucat rolul fiului lui Greer Garson în film, Richard Ney s-a căsătorit cu Garson, care era cu 11 ani mai mare.